# Cochabamba (distrito de Chota)
Cochabamba é um distrito do Peru, departamento de Cajamarca, localizada na província de Chota.

## Transporte
O distrito de Cochabamba é servido pela seguinte rodovia:
- PE-3N, que liga o distrito de La Oroya (Região de Junín) à Puerto Vado Grande (Fronteira Equador-Peru) no distrito de Ayabaca (Região de Piura)
- PE-6A, que liga a cidade ao distrito de Reque (Região de Lambayeque)
- PE-6B, que liga a cidade ao distrito de Llama [1][2][3]